# Tafeltennis op de Paralympische Zomerspelen 1996
Op de Xe Paralympische Spelen die in 1996 werden gehouden in het Amerikaanse Atlanta was tafeltennis een van de negentien sporten die tijdens deze spelen werd beoefend.

## Evenementen
In totaal waren er achtentwintig onderdelen bij het tafeltennis op de Paralympische Zomerspelen van 2000; zeventien voor mannen en elf voor vrouwen
Mannen, individueel
- Klasse 1
- Klasse 2
- Klasse 3
- Klasse 4
- Klasse 5
- Klasse 6
- Klasse 7
- Klasse 8
- Klasse 9
- Klasse 10

Mannen, dubbel
- Klasse 1-2
- Klasse 3
- Klasse 4-5
- Klasse 6-8
- Klasse 9-10

Mannen, open
- Klasse 1-5
- Klasse 6-10

Vrouwen, individueel
- Klasse 1-2
- Klasse 3
- Klasse 4
- Klasse 5
- Klasse 6-8
- Klasse 9
- Klasse 10

Vrouwen, dubbel
- Klasse 3-5
- Klasse 6-10

Vrouwen, open
- Klasse 1-5
- Klasse 6-10

## Mannen

### Dubbel
| Rank | Land                 |
| ---- | -------------------- |
| 1    | Finland              |
| 2    | Oostenrijk           |
| 3    | Duitsland Zuid-Korea |

| Rank | Land                          |
| ---- | ----------------------------- |
| 1    | Zuid-Korea                    |
| 2    | Oostenrijk                    |
| 3    | Verenigd Koninkrijk Duitsland |

| Rank | Land              |
| ---- | ----------------- |
| 1    | Zweden            |
| 2    | Frankrijk         |
| 3    | België Oostenrijk |

| Rank | Land             |
| ---- | ---------------- |
| 1    | Duitsland        |
| 2    | Zweden           |
| 3    | Verenigde Staten |

| \| Rank \| Land \| \| ---- \| ------------------- \| \| 1 \| Frankrijk \| \| 2 \| Oostenrijk \| \| 3 \| Duitsland Slowakije \| |                     |
| Rank | Land                |
| 1 | Frankrijk           |
| 2 | Oostenrijk          |
| 3 | Duitsland Slowakije |

### Individueel
| Klasse    | land | Goud                     | land | Zilver              | land    | Brons                             |
| --------- | ---- | ------------------------ | ---- | ------------------- | ------- | --------------------------------- |
| Klasse 1  | KOR  | Hae Gon Lee              | FIN  | Matti Launonen      | ARG KOR | Jose Daniel Haylan Sung Hoon Kang |
| Klasse 2  | KOR  | Kyung Mook Kim           | FRA  | Vincent Boury       | AUT FIN | Gerhard Scharf Jari Kurkinen      |
| Klasse 3  | YUG  | Zlatko Kesler            | GBR  | Neil Robinson       | GBR AUT | James Rawson Fritz Altendorfer    |
| Klasse 4  | FRA  | Bruno Benedetti          | CZE  | Michal Stefanu      | GER AUT | Thomas Kreidel Christian Sutter   |
| Klasse 5  | FRA  | Guy Tisserant            | HKG  | Kam Shing Kwong     | TPE SWE | Chang Shen Chou Ernst Bollden     |
| Klasse 6  | DEN  | Brian Nielsen            | SWE  | Mattias Karlsson    | NED     | Harold Kersten                    |
| Klasse 7  | USA  | Tahl Leibovitz           | GER  | Jochen Wollmert     | GER     | Thomas Kurfess                    |
| Klasse 8  | SWE  | Magnus Andree            | USA  | Mitchell Seidenfeld | MDV JPN | Vladimir Polkanov Kenichi Suzuki  |
| Klasse 9  | AUT  | Stanislaw Fraczyk        | FRA  | Olivier Chateigner  | FRA SVK | Alain Pichon Ladislav Gaspar      |
| Klasse 10 | FRA  | Gilles de la Bourdonnaye | SWE  | Robert Bader        | ESP KOR | Enrique Agudo Kwang Hoon Jung     |

### Open
| Klasse      | land | Goud              | land | Zilver          | land    | Brons                                  |
| ----------- | ---- | ----------------- | ---- | --------------- | ------- | -------------------------------------- |
| Klasse 1-5  | GER  | Thomas Kreidel    | BEL  | Dimitri Ghion   | NGR FRA | Nasiru Sule Bruno Benedetti            |
| Klasse 6-10 | AUT  | Stanislaw Fraczyk | SVK  | Ladislav Gaspar | TPE FRA | Chih Shan Hsu Gilles de la Bourdonnaye |

## Vrouwen

### Dubbel
| Rank | Land             |
| ---- | ---------------- |
| 1    | Duitsland        |
| 2    | Hongkong         |
| 3    | Verenigde Staten |

| Rank | Land      |
| ---- | --------- |
| 1    | China     |
| 2    | Tsjechië  |
| 3    | Frankrijk |

### Individueel
| Klasse     | land | Goud                | land | Zilver                     | land    | Brons                       |
| ---------- | ---- | ------------------- | ---- | -------------------------- | ------- | --------------------------- |
| Klasse 1-2 | FRA  | Isabelle Lafaye     | FRA  | Anne-Marie Gibelin         | GER     | Baerbel Rode                |
| Klasse 3   | HUN  | Paulik Sasvarine    | GER  | Monika Bartheidel          | BEL     | Marie-Line Pollet           |
| Klasse 4   | USA  | Jennifer Johnson    | GER  | Christiane Pape            | NED     | Gertrudis Laemers           |
| Klasse 5   | AUT  | Susanne Schwendtner | MEX  | Maria Hoffmann             | ITA GER | Maria Nardelli Gisela Pohle |
| Klasse 6-8 | BEL  | Ingrid Borre        | FRA  | Martine Thierry            | CHN     | Xiaoling Zhang              |
| Klasse 9   | CHN  | Fuqun Luo           | FRA  | Marie-Claire Odeide-Simian | JPN     | Michiyo Nuruki              |
| Klasse 10  | FRA  | Michelle Sevin      | CZE  | Jolana Davidkova           | POL     | Krystyna Jagodzinska        |

### Open
| Klasse      | land | Goud            | land | Zilver       | land    | Brons                                |
| ----------- | ---- | --------------- | ---- | ------------ | ------- | ------------------------------------ |
| Klasse 1-5  | GER  | Christiane Pape | HKG  | Pui Yi Wong  | AUT HKG | Susanne Schwendtner Yuet Wah Fung    |
| Klasse 6-10 | CHN  | Xiaoling Zhang  | BEL  | Ingrid Borre | CHN FRA | Fuqun Luo Marie-Claire Odeide-Simian |

Atletiek · Bankdrukken · Basketbal · Boogschieten · Boccia · CP-voetbal · Goalball · Judo · Koersbal · Paardensport · Schermen · Schietsport · Tafeltennis · Tennis · Volleybal · Wielersport · Zeilen · Zwemmen
Rome 1960 ·
Tokio 1964 ·
Tel Aviv 1968 ·
Heidelberg 1972 ·
Toronto 1976 ·
Arnhem 1980 ·
New York & Stoke Mandeville 1984 ·
Seoel 1988 ·
Barcelona 1992 ·
Atlanta 1996 ·
Sydney 2000 ·
Athene 2004 ·
Peking 2008 ·
Londen 2012 ·
Rio de Janeiro 2016 ·
Tokio 2020 ·
Parijs 2024 ·
Los Angeles 2028